# Роот, Ивар
Ивар Роот (швед. Ivar Rooth, род. 2 ноября 1888, Стокгольм, Швеция — 27 февраля 1972, Лидингё, Швеция) — шведский экономист и юрист, занимавший пост управляющего Шведского центрального банка (Риксбанка) с 1929 по 1948 год. Впоследствии он стал вторым управляющим директором Международного валютного фонда (МВФ), возглавляя организацию с 1951 по 1956 год, и входил в состав совета директоров Банка международных расчетов (БМР).

## Карьера
Родился 2 ноября 1888 года в Стокгольме, Швеция в семье Отто Рута (швед. Otto Rooth) и Эллен Херцман (швед. Ellen Hertzman). Окончил Уппсальский университет, получив степень кандидата юридических наук в 1911 году.
В начале карьеры занимал должности солиситора Хандельсбанка (Коммерческого банка) Стокгольма (1914), начальника отдела коммерческого кредита этого банка (1915), помощника управляющего и солиситора Стокгольмского ипотечного банка. Затем был управляющим Центрального банка Швеции (швед. Sveriges Riksbank, 1929—1948) и директором Банка международных расчетов (1931—1933 и 1937—1949). В 1951 году возглавил миссию Международного банка реконструкции и развития в Ираке. 10 апреля 1951 года был назначен управляющим директором и председателем исполнительного совета Международного валютного фонда (МВФ), приступив к обязанностям 3 августа 1951 года.
В своём первом обращении к государствам-членам в качестве директора-распорядителя МВФ 11 сентября 1951 года Роот заявил о стремлении Фонда «к устранению или изменению валютных ограничений и других дискриминационных практик» для либерализации международной торговли и платежей. Под его руководством была разработана общая политика использования ресурсов МВФ, положившая начало практике предоставления средств траншами. В 1952 году, в соответствии со Статьями соглашения и по истечении пяти лет с начала финансовой деятельности МВФ, фонд инициировал ежегодные консультации со странами-членами, сохранявшими валютные ограничения согласно статье XIV. Тогда же МВФ ввёл унифицированную структуру для соглашений о резервном кредите (англ. «stand-by») и стандартизировал применяемые критерии. Срок полномочий Роота в качестве директора-распорядителя МВФ истёк 27 апреля 1956 года, однако он принял просьбу исполнительного совета о продлении полномочий до 3 октября 1956 года.
После завершения работы в МВФ Рут возглавлял Инвестиционный комитет Пенсионного фонда Организации Объединённых Наций (1947—1961), а в 1960—1962 годах являлся председателем Валютного совета Кувейта. После 1962 года он окончательно вышел в отставку и проживал в Лидингё, где изредка публиковал работы и выступал с лекциями по экономическим вопросам.

## Личная жизнь
В 1914 году он женился на Ингрид Лундгрен (род. 1889), дочери Бенгта Лундгрена и Евы Веннерстрем. В 1931 году он женился на Ингрид Сёдерлинд (род. 1899), дочери Гуннара Сёдерлинда и Гертруды Линдрот.
У него было четверо детей, включая известного в Швеции врача Гёсту Роота.
Умер в Швеции 27 февраля 1972 года.